# Episodi di Amiche per la morte - Dead to Me (prima stagione)
La prima stagione della serie televisiva Amiche per la morte - Dead to Me   è stata interamente pubblicata su Netflix il 3 maggio 2019.
| nº | Titolo originale    | Titolo italiano            | Pubblicazione originale | Pubblicazione Italia |
| -- | ------------------- | -------------------------- | ----------------------- | -------------------- |
| 1  | Pilot               | Pilot                      | 3 maggio 2019           | 3 maggio 2019        |
| 2  | Maybe I'm Crazy     | Forse sono pazza           | 3 maggio 2019           | 3 maggio 2019        |
| 3  | It's All My Fault   | Ḕ tutta colpa mia          | 3 maggio 2019           | 3 maggio 2019        |
| 4  | I Can't Go Back     | Non posso tornare indietro | 3 maggio 2019           | 3 maggio 2019        |
| 5  | I've Gotta Get Away | Lontano da tutti           | 3 maggio 2019           | 3 maggio 2019        |
| 6  | Oh My God           | Oh, mio Dio                | 3 maggio 2019           | 3 maggio 2019        |
| 7  | I Can Handle It     | Posso gestirlo             | 3 maggio 2019           | 3 maggio 2019        |
| 8  | Try to Stop Me      | Prova a fermarmi           | 3 maggio 2019           | 3 maggio 2019        |
| 9  | I Have to Be Honest | Devo essere sincera        | 3 maggio 2019           | 3 maggio 2019        |
| 10 | You Have to Go      | Devi andare                | 3 maggio 2019           | 3 maggio 2019        |